# Università Columbia
L'Università Columbia (in inglese Columbia University) è una università statunitense privata situata a New York, che fa parte della Ivy League. È considerata una tra le più prestigiose e famose del mondo. 87 premi Nobel in varie discipline scientifiche sono stati assegnati a ricercatori, professori o ex allievi di questa università, seconda solo all'Università Harvard (circa 160).

## Storia
Venne fondata nel 1754 per volere di re Giorgio II di Gran Bretagna, nel periodo cioè in cui il legittimo governo di New York era quello di Sua Maestà britannica. Si trova a New York sul lato occidentale dell'isola di Manhattan, nell'Upper West Side su un terreno di sei acri donato al nascente College dalla vicina Trinity Church alla cui Chiesa anglicana il college era affiliato.
Il nucleo dell'Università era il King's College, il cui nome campeggia ancora sull'architrave dell'edificio principale in cui è ospitata la biblioteca e i cui simboli, ossia le corone reali, campeggiano ancora nello stemma e perfino sulle toghe universitarie, ma il nome ufficiale cambiò nel 1784 quando, con la Rivoluzione americana, divenne Columbia College, sottolineando in tal modo le lontane ascendenze europee precoloniali del continente. Nel 1896 assunse il nome di "Columbia University in the city of New York".

## Competizioni accademiche
La Columbia University è inoltre celebre per l'organizzazione di competizioni internazionali di varie discipline tra cui chimica, fisica e matematica.

## Programma sportivo
L'istituzione è membro della National Collegiate Athletic Association (Division I-AA FCS), e in 29 discipline sportive della Ivy League. I Lions di football giocano le partite casalinghe al Lawrence A. Wien Stadium (17 000 posti). Un centinaio di isolati a nord del campus principale a Morningside Heights, il Complesso Baker Athletics include anche impianti per il baseball, softball, calcio, lacrosse, hockey su prato, tennis, atletica e canottaggio, così come il nuovo Campbell Sports Center, aperto nel gennaio 2013. Basket, scherma, nuoto e tuffi, pallavolo e programmi di lotta si svolgono presso il Dodge Physical Fitness Center nel campus principale.
Il programma sportivo dell'Università Columbia University ha una lunga storia, con molti successi in vari campi sportivi. Nel 1870, Columbia giocò contro la Rutgers nella terza partita di football nella storia di questo sport. Otto anni più tardi, l'equipaggio di Columbia vinse il famoso Henley Royal Regatta infliggendo la prima sconfitta della storia ad un remo inglese in acque inglesi. Nel 1900, l'olimpionico e studente di Columbia, Maxie Long siglò il primo record mondiale ufficiale nei 400 metri piani con un tempo di 47,8 secondi. Nel 1983, il calcio maschile di Columbia chiuse 18-0 e fu classificato primo nella nazione, ma perse con Indiana 1-0 dopo un doppio overtime nella finale del campionato NCAA. Il programma di football è meglio conosciuto per il suo record di 44 gare perse a fila tra il 1983 e il 1988. La striscia terminò l'8 ottobre 1988, con una vittoria 16-13 sulla rivale Princeton. 
Fu la prima vittoria dei Lions al Wien Stadium, che era stato aperto durante la striscia negativa ed aspettava la prima vittoria quattro anni. Gli ex-studenti che hanno guadagnato celebrità nello sport sono i Baseball Hall of Fame Lou Gehrig ed Eddie Collins, Football Hall of Fame Sid Luckman, Marcellus Wiley, e la campionessa del mondo di sollevamento pesi Karyn Marshall. Il 17 maggio 1939, una NBC alle prime armi trasmise l'incontro di football tra Columbia Lions e Princeton Tigers a Baker Field: il primo evento sportivo regolare teletrasmesso nella storia.